# ロバート・リー・スコット・ジュニア
ロバート・リー・スコット・ジュニア（Robert Lee Scott Jr., 1908年4月12日 - 2006年2月27日）は、アメリカ合衆国の軍人。第二次世界大戦における撃墜王の1人であり、13機の日本軍作戦機を撃墜したことが確認されている。
中国・ビルマ方面に展開した陸軍航空軍部隊やフライング・タイガースの功績に触れた自伝『God is My Co-Pilot』でも知られ、同書は1945年に『空軍極秘作戦』（原題：God Is My Co-Pilot）として映画化されている。最終階級は准将。

## 入隊前
1908年、ジョージア州ウェインズボロにて、オーラ（Ola）とロバート（Robert）のスコット夫妻のもと、3人兄弟の長子として生を受けた。少年期にはメイコンにて教育を受け、イーグルスカウトの位を取得したほか、イーグルスカウト優等章（DESA）も受章している。5歳の頃にはユージン・バートン・イーリーの墜落事故を目撃している。その後、推薦を受けて陸軍士官学校に進む。

## 軍歴
1932年に陸軍士官学校を卒業した後、テキサス州ケリー飛行場にてパイロットとしての教育を受けた。1933年10月、ニューヨーク州ミッチェル飛行場に配属。1934年以降、航空郵便の配送やパナマにおける迫撃飛行隊の指揮、テキサス州やカリフォルニア州でのパイロット教官などを務めた。

## 第二次世界大戦

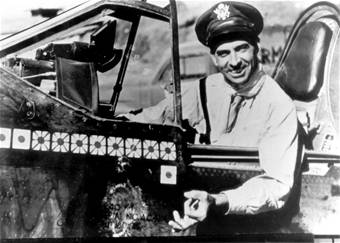
P-40戦闘機に搭乗したスコット（1943年）

第二次世界大戦参戦後の1942年2月、タスクフォース・アクイラ（Task Force Aquila）に配属され、中国・ビルマ・インド戦線にて活動するB-17爆撃機飛行隊の一員となる。中国から日本本土への空爆作戦に加わることを切望していたスコットは、飛行隊への志願にあたり、自らが経験豊富なB17のパイロットであると自称していたが、実際にB17の操縦を学んだのはアフリカ方面に向かう途中でのことだった。しかし、インドに到着した時点で作戦の中断が決定したことを知らされる。
スコットは現地に残り、戦闘機乗員として前線に出撃することを希望した。同月中にスコットはアッサム・ビルマ・中国（フェリー）コマンド（Assam-Burma-China (Ferry) Command, 航空輸送司令部の前身）付の副司令たる作戦将校となり、いわゆる峠越え（The Hump）に参加してインドから中国への飛行を行い、蒋介石政府に対する物資輸送を行った。7月17日に司令官が中国を離れた後、数日間はスコットが作戦責任者を務めた。
彼は依然として戦闘任務への参加を切望しており、またフライング・タイガースの戦術について興味を抱いていたため、クレア・リー・シェンノートがフライング・タイガースに割り当てていたP-43戦闘機の操縦資格を得た。1943年に書かれた回顧録『God Is My Co-Pilot』の冒頭で述べられるところによれば、この頃にスコットは少なくとも1度の高高度飛行（エベレスト超え）を行っている。フライング・タイガースと共に飛行任務に参加するようになった後、スコットはP-40戦闘機のパイロットとして、輸送部隊の単独護衛や地上攻撃といった任務に従事した。この時期、彼はプロペラスピナーの色を頻繁に塗り替え、複数の戦闘機が運用されているかのように見せかけようと試みており、これを「1人の空軍」（One-man air force）と称した。
1942年7月、蒋介石からの要請のもと、スコットは第23戦闘群の指揮官に任命された。第23戦闘群はフライング・タイガースが陸軍航空軍に合流した際、任務を引き継ぐべくシェンノートが新設した部隊だった。広く知られる話によれば、スコットは元々フライング・タイガースの指揮を引き継いでいたものの、パイロット契約の満了のため6月30日付で部隊が消滅したのだという。第23戦闘群は、後に第14空軍の一部に組み込まれた。
1942年7月から1943年10月までに、スコット大佐は388回の戦闘任務に参加し、飛行時間は925時間を数えた。この間に日本軍作戦機13機を撃墜し、第二次世界大戦における最初期の撃墜王の1人として名を知られることとなった。
1943年10月、スコットはアメリカ本土に呼び戻され、フロリダ州オーランド陸軍航空基地内に設置された陸軍航空軍応用戦術学校にて、作戦担当副司令官に任命された。同年、極東での戦闘経験をまとめた自伝『God Is My Co-Pilot』を出版。同書は1945年には映画化されている。
1944年、中国に戻る。スコットは中国東部にて、実験的なロケット兵器を取り付けた戦闘機を駆り、日本軍の軍用輸送列車への攻撃に参加した。後に沖縄に送られ、終戦まで同種の兵站に対する攻撃任務に付いていた。『God Is My Co-Pilot』のほか、1944年には大戦を通じての冒険談をまとめた書籍『Damned to Glory』を発表している。この中のある一編では、1941年のフィリピン陥落の後にミンダナオ島に逃れたコーン・シェリル（Corn Sherrill）というパイロットが、修復したP-40に乗って日本軍と戦い続けていたが、最終的に中国にてフライング・タイガースに撃墜されたと語られている。1945年1月、このエピソードは『幽霊船』（Ghost Ship）というタイトルで『リーダーズ・ダイジェスト』誌に転載された。他のパイロットと共に冗談として書いたのだとスコット自身が認めているにも関わらず、このエピソードはしばしば誤って実話として引用される。

## 戦後
スコットはワシントンD.C.などでの参謀将校としての勤務を経て、1947年にアリゾナ州ウィリアムズ空軍基地内のジェット戦闘機学校（Jet Fighter School）の学校長に任命された。1951年、西ドイツのフュルステンフェルトブルック空軍基地に所在する第36戦闘爆撃航空団の指揮官に任命される。
1954年、国防大学を卒業した後、空軍司令部（Headquarters U.S. Air Force）にて計画担当参謀長補（Deputy Chief of Staff for Plans）、次いで空軍長官付情報部長（Director of Information）を務めた。1956年10月、ルーク空軍基地の基地司令に任命。

## 退役

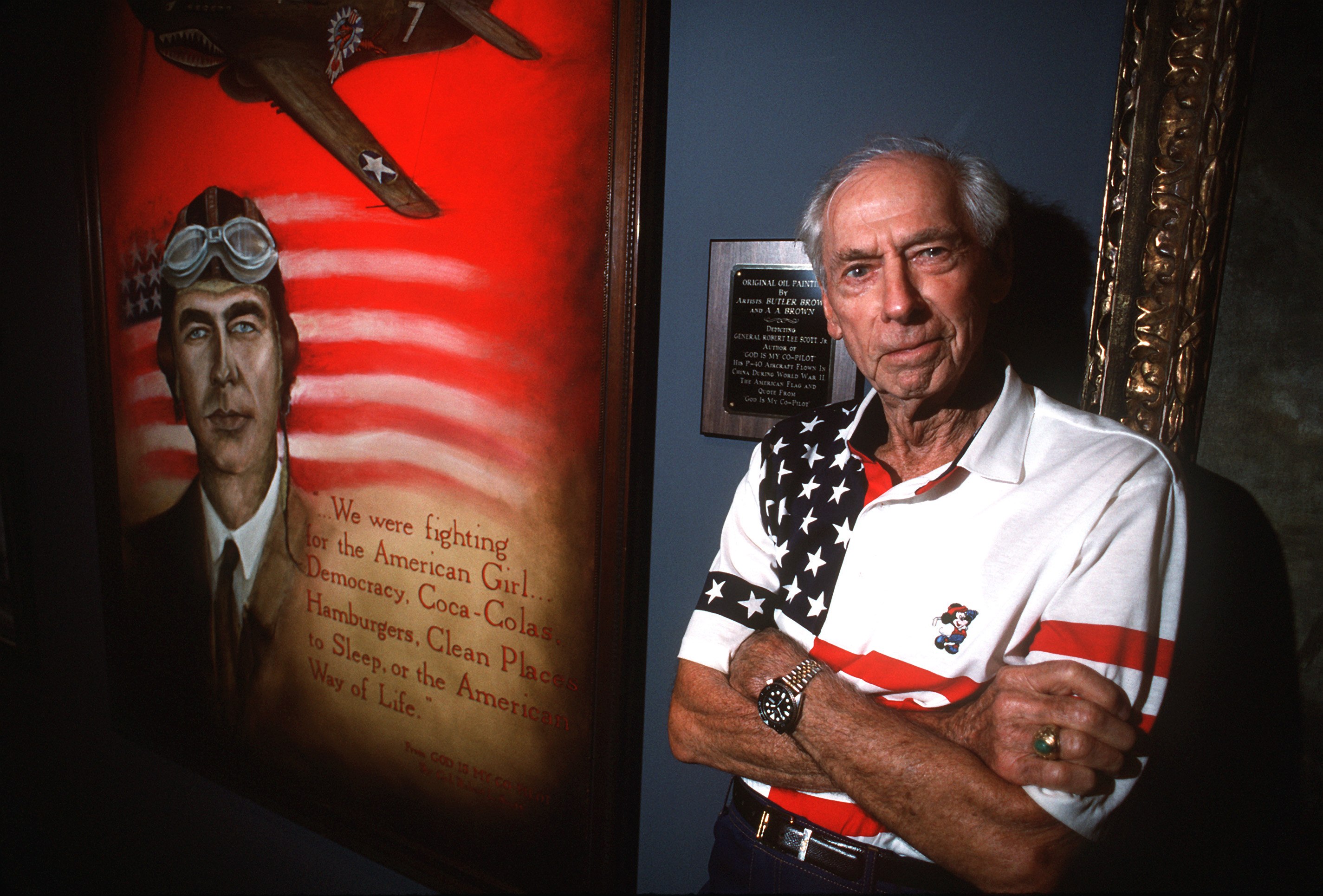
ジョージア州の航空博物館に展示された自らの肖像の隣に立つスコット（1994年）

1957年9月30日、空軍准将として退役。以後、1980年代まではアリゾナ州で暮らした。その後、2006年に死去するまでジョージア州ワーナー・ロビンスに暮らした。退役後、スコットは多数の著書を発表している。
スコットは退役後も精力的に活動を続けた。1980年、万里の長城でのハイキングに挑戦して全米からの注目を集めた。彼は1944年に北京近郊での飛行中に万里の長城の一端を目にしていた。1980年までに、中国政府からの許可を取り付け、94日間を費やし、1,900マイル（3050 km）のトレッキングを達成した。
1984年、ルーク空軍基地において、航空身体検査に合格した後、スコットは第310戦闘飛行隊所属のF-16C戦闘機に搭乗した。操縦は飛行隊長のリチャード・P・ハイ大佐（Richard P. High）が担当した。その後、スコットはF-15戦闘機にも搭乗した。1997年、89歳の誕生日、B-1爆撃機に搭乗した。
2006年2月28日、ジョージア州ワーナーロビンスにて死去。最高級の軍葬をもってアーリントン国立墓地に埋葬された。

## 栄誉・受章等
第二次世界大戦中の戦闘任務に対し、スコットは以下の勲章等を受章した:
|                                                                             |             |                         |  |
| Bronze oak leaf cluster · Bronze oak leaf cluster · Bronze oak leaf cluster |             |                         |  |
| Bronze oak leaf cluster · Bronze oak leaf cluster · Bronze oak leaf cluster |             |                         |  |
|                                                                             | Silver star |                         |  |
|                                                                             |             | Silver oak leaf cluster |  |
|                                                                             |             |                         |  |

| 空軍コマンドパイロット章      |                               |                               |                               |                                      |                                      |                                      |                                      |                                 |                                 |                                 |                                 |
| 銀星章（銅柏葉章付）          | 銀星章（銅柏葉章付）          | 銀星章（銅柏葉章付）          | 銀星章（銅柏葉章付）          | 銀星章（銅柏葉章付）                 | 銀星章（銅柏葉章付）                 | 殊勲飛行十字章（銅柏葉章2つ付）      | 殊勲飛行十字章（銅柏葉章2つ付）      | 殊勲飛行十字章（銅柏葉章2つ付） | 殊勲飛行十字章（銅柏葉章2つ付） | 殊勲飛行十字章（銅柏葉章2つ付） | 殊勲飛行十字章（銅柏葉章2つ付） |
| エア・メダル（銅柏葉章3つ付） | エア・メダル（銅柏葉章3つ付） | エア・メダル（銅柏葉章3つ付） | エア・メダル（銅柏葉章3つ付） | 陸軍称揚章                           | 陸軍称揚章                           | 陸軍称揚章                           | 陸軍称揚章                           | アメリカ防衛従軍記章            | アメリカ防衛従軍記章            | アメリカ防衛従軍記章            | アメリカ防衛従軍記章            |
| アメリカ従軍記章              | アメリカ従軍記章              | アメリカ従軍記章              | アメリカ従軍記章              | アジア・太平洋従軍章（銀従軍星章付） | アジア・太平洋従軍章（銀従軍星章付） | アジア・太平洋従軍章（銀従軍星章付） | アジア・太平洋従軍章（銀従軍星章付） | 第二次世界大戦戦勝記念章        | 第二次世界大戦戦勝記念章        | 第二次世界大戦戦勝記念章        | 第二次世界大戦戦勝記念章        |
| 占領軍記章                    | 占領軍記章                    | 占領軍記章                    | 占領軍記章                    | 国土防衛従軍章                       | 国土防衛従軍章                       | 国土防衛従軍章                       | 国土防衛従軍章                       | 空軍長期勤務章（銀柏葉章付）    | 空軍長期勤務章（銀柏葉章付）    | 空軍長期勤務章（銀柏葉章付）    | 空軍長期勤務章（銀柏葉章付）    |
| 殊勲飛行十字章（イギリス）    | 殊勲飛行十字章（イギリス）    | 殊勲飛行十字章（イギリス）    | 殊勲飛行十字章（イギリス）    | 陸海空軍獎章（中華民国）             | 陸海空軍獎章（中華民国）             | 陸海空軍獎章（中華民国）             | 陸海空軍獎章（中華民国）             | 抗戰勝利勳章（中華民国）        | 抗戰勝利勳章（中華民国）        | 抗戰勝利勳章（中華民国）        | 抗戰勝利勳章（中華民国）        |

1996年アトランタオリンピックの際、スコットは聖火リレーに参加し、ランナーとしてジョージア州道247号線の一部を担当した。この区画は彼にちなみ、ジェネラル・ロバート・L・スコット・ハイウェイ（General Robert L. Scott Highway）と改名された。1989年、新たに設置されたジョージア州飛行士殿堂において、スコットも最初のクラスの1人に選ばれた。

### 著書
- God is my Co-Pilot. New York: Blue Ribbon Books, 1943. OCLC 2949268
- Damned to Glory. New York: Blue Ribbon Books, 1944.
- Runway to the Sun. New York:  Charles Scribner's Sons, 1945. OCLC 1372996
- Between the Elephant's Eyes. New York: Dodd Mead, 1954. OCLC 1353466 Reissued Ballantine Books, 1954.
- Look of the Eagle. New York: Dodd Mead, 1955.
- Samburu the Elephant. New York: Dodd, Mead, 1957.
- Tiger in the Sky. New York: Ballantine Books, 1959. OCLC 11093976
- Boring a Hole in the Sky: Six Million Miles with a Fighter Pilot. New York: Random House, 1961. OCLC 1376425
- God is Still My Co-Pilot. Garden City, N.Y., Blue Ribbon Books, 1947. OCLC 29371504 Periodically reissued by other publishers.
- Flying Tiger: Chennault of China. Westport, Connecticut: Greenwood Press, 1973. ISBN 0-8371-6774-4  Previously issued in 1959 by Doubleday. OCLC 411081
- "To Walk the Great Wall". Readers Digest, April 1983
- The Day I Owned the Sky. New York: Bantam Books, 1989. ISBN 0-553-27507-0

## 画像

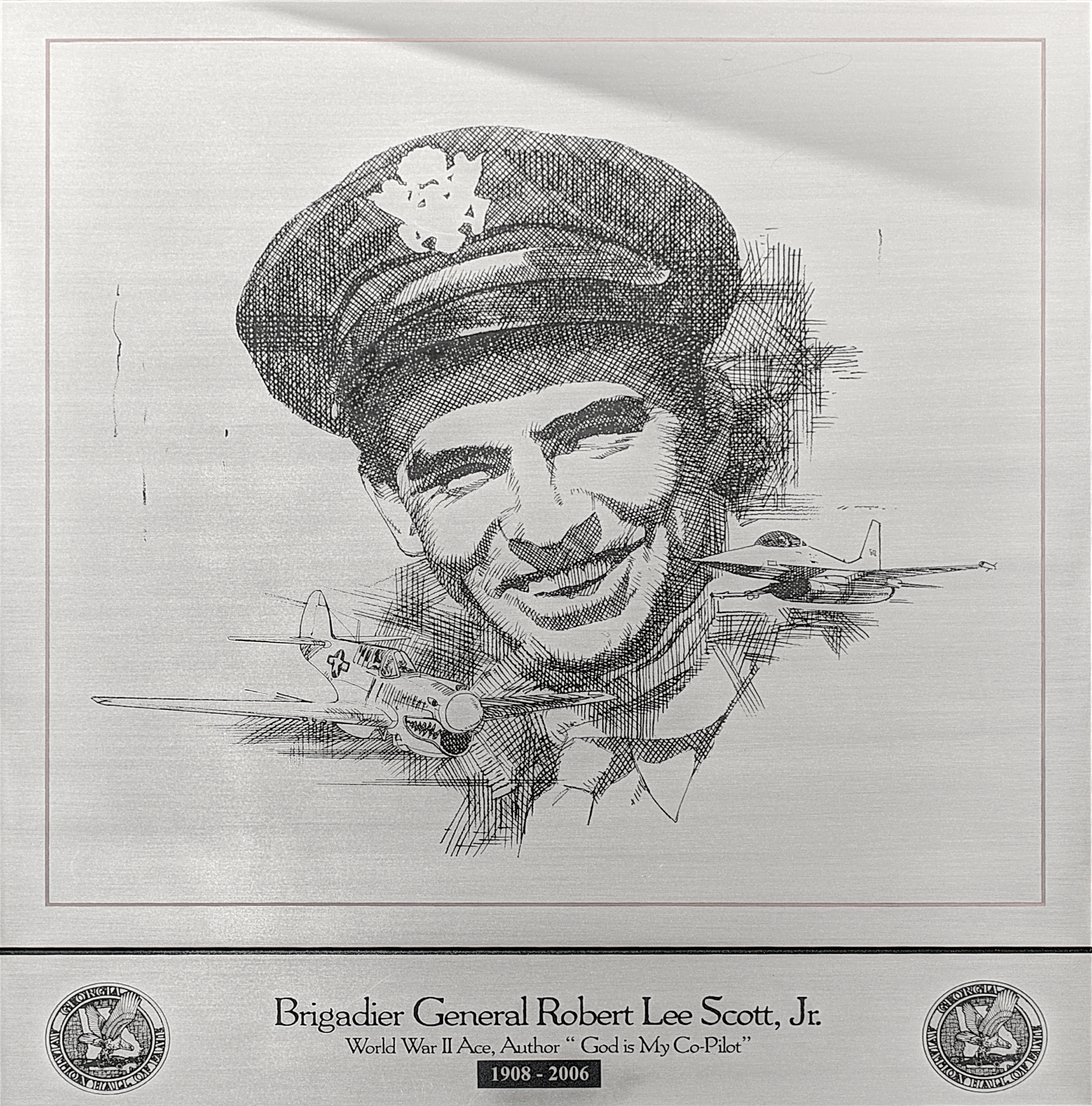
ジョージア州飛行士殿堂の銘板
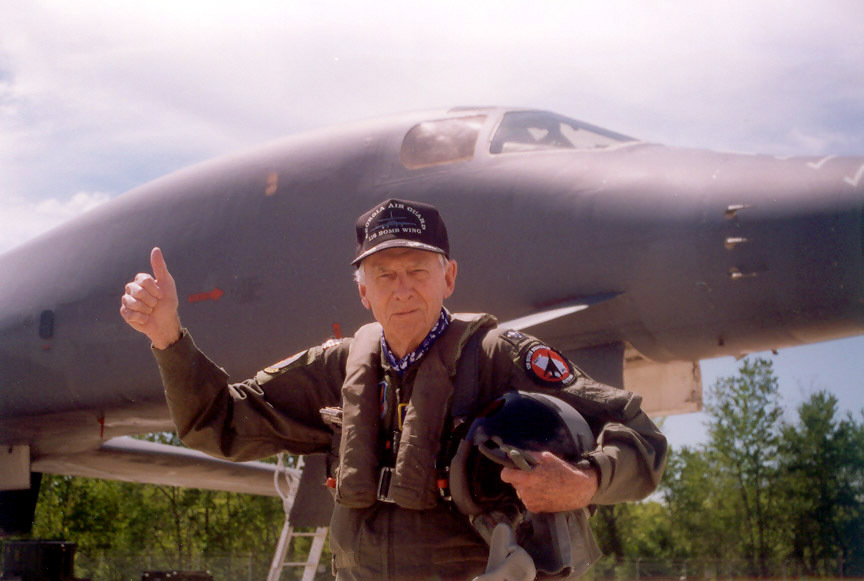
B-1爆撃機での飛行を終えた後のスコット（1997年）
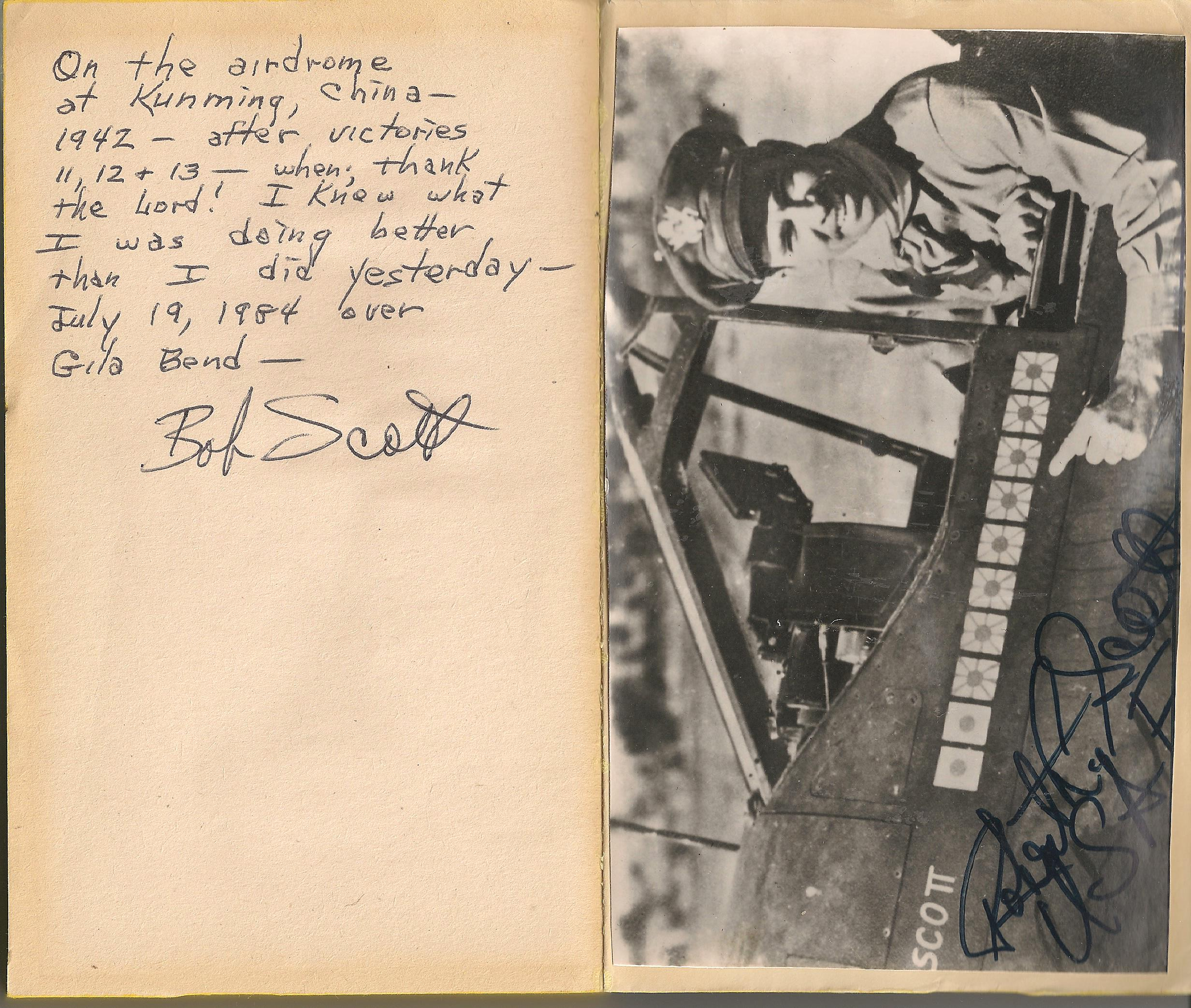
著書『God is My Co-Pilot』の裏表紙に書かれた献辞、および11から13番目の敵機撃墜の後に愛機の隣に立つスコットの写真
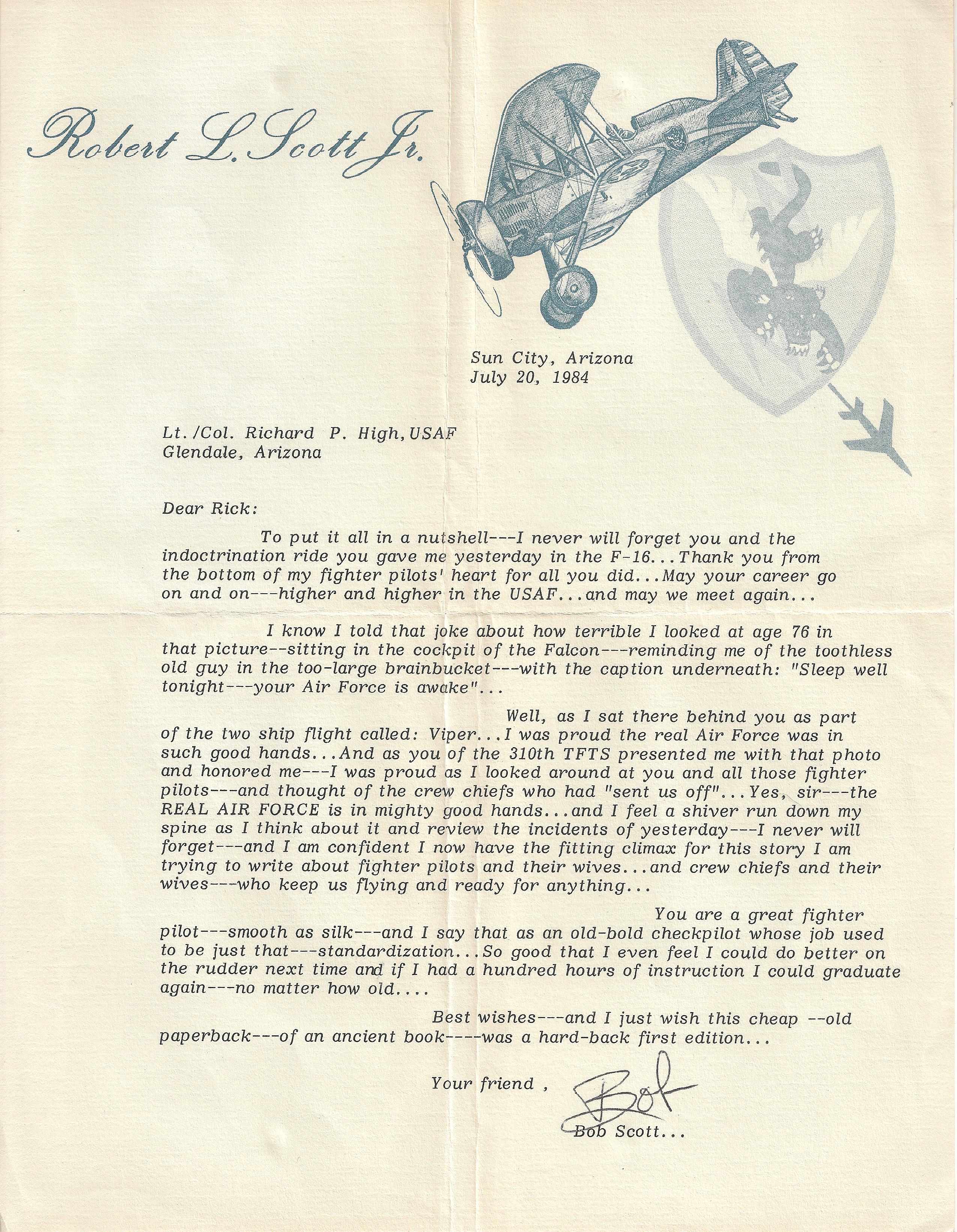
1984年7月19日のF-16Cでの飛行後、ハイ大佐へ宛ててスコットが書いた感謝の手紙
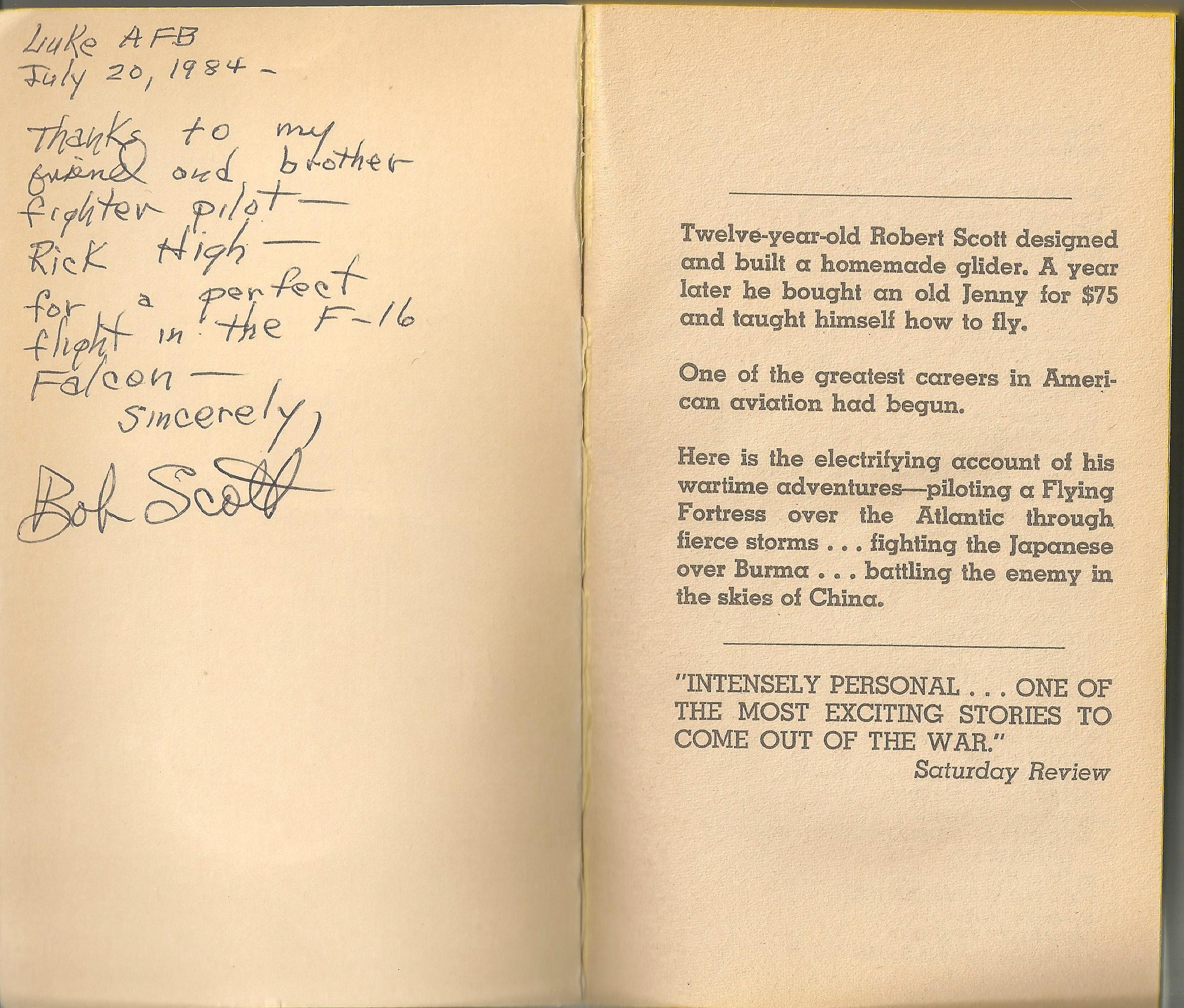
ハイ大佐に贈られた著書『God is My Co-Pilot』に書かれた献辞